# Lucien Becker
Lucien Becker (* 31. März 1911 in Béchy; † 25. Januar 1984 in Nancy) war ein französischer Dichter.  

## Leben
Der Lothringer Lucien Becker entdeckte 1927 den Surrealismus und veröffentlichte mit 18 Jahren seine erste Gedichtsammlung unter dem Titel Coeur de feu (Feuerherz). Bei seinem Militärdienst in Syrien traf er auf Georges Schehadé. Nach einem Studium der Rechtswissenschaft wurde er Staatsbeamter, publizierte aber weiter Gedichte, deren vollständige Sammlung seit 1997 mehrfach aufgelegt wurde. Allem zugrunde liegt die fundamentale Absurdität der menschlichen Existenz in Einsamkeit und Leere des Alls.

## Werke (Auswahl)
- Passager de la terre. Précédé de Coeur de feu. Suivi de Le grand cadavre blanc. Poèmes et lettres. Voix d’encre, Montélimar 1993.
- Rien que l’amour. Poésies complètes. Hrsg. Guy Goffette. Table ronde, Paris 1997, 2006, 2019.